# Ooh La La (chanson)
Singles de Britney Spears
Scream & Shout
(2012) Work Bitch
(2013)
Ooh La La est une chanson enregistrée par Britney Spears pour la bande originale du film Les Schtroumpfs 2. Le titre est sorti le 17 juin 2013 en tant que premier single de la BO. Ooh La La a été écrit par  Lukasz "Dr. Luke" Gottwald, Bonnie McKee, Fransisca Hall, Henry "Cirkut" Walter, Jacob Kasher Hindlin, Joshua "Ammo" Coleman et Lola Blanc.

## Genèse
Ooh La La a initialement été écrit par Ammo, Fransisca Hall et Lola Blanc. La chanson a été écrite pour Lola Blanc afin de devenir son premier single, le titre, Ooh La La, étant un jeu de mots sur son nom. Lorsque le producteur Dr. Luke a entendu la chanson, il l'a voulue pour Britney Spears et un accord a été conclu. Dr. Luke a été crédité en tant qu'auteur tout comme Bonnie McKee et J. Kash, qui a adapté les paroles afin de les rendre plus enfantines. La production a été assurée par Dr. Luke, Cirkut et Ammo. Britney Spears a décidé d'enregistrer la chanson afin de contribuer à la bande originale des Schtroumpfs 2 car selon ses mots, elle a « toujours adoré les Schtroumpfs étant enfants et maintenant mes fils sont les plus grands fans des Schtroumpfs. Je voulais les surprendre en faisant une chanson dans le film. Je sais qu'ils vont penser que c'est Schtroumpfastique ! ».

## Composition
Ooh La La est une chanson synthpop. Alexis L. Loinaz, pour E! Online, a décrit la chanson comme étant de l'ancien Britney. Melinda Newman de HitFix a caractérisé la chanson comme « une petite chanson d'amour légère » qui parle d'« aimer quelqu'un pour ce qu'il est vraiment ». Le titre commence comme une « pure chanson pop » mixée avec de l'electro. La chanson comporte ensuite des transitions où Spears exécute un « chanter-parler à la Ke$ha » par-dessus des sonorités electroclash. Cela est suivi par une section de guitare acoustique, qui d'après Newman, est doux et rétro pop, similaire à du Madonna au début des années 1980. Ooh La La contient un breakdown « plein de voix brouillées » et de « rythmes denses » qui durent pendant 30 secondes.

## Accueil critique
Ooh La La a principalement reçu des avis positifs des critiques. Dan Reilly de Rolling Stone a souligné le côté accrocheur de la chanson en déclarant : « maintenant que vous l'avez entendu, essayez de vous la sortir de la tête ». Un auteur du magazine Billboard a décrit le titre comme un « doux endroit de synthpop sucrée ». Brian Mansfield de USA Today a déclaré que « La chanson "kid-friendly" de maman Spears est énergique au point de l'hyperactivité, passant d'une section rap à un refrain de guitares acoustiques avec un breakdown électronique. Schtroumpfastique ? Peut-être ». Jenna Hally Rubenstein de MTV a écrit une critique positive décrivant la chanson comme « brillante, ensoleillée, pop, qui colle parfaitement aux Schtroumpfs 2 ». Lucas Villa de Examiner.com a également noté le son enfantin de Ooh La La, qualifiant le single comme un « hit club de Britney avec la fantaisie d'une bande originale pour enfants ». Il a ajouté que la chanson brille toujours « comme un hymne pop de l'été ». Un chroniqueur de Take 40 Australia a dit à propos de la chanson, « c'est du pur Britney et nous adorons ».

## Vidéoclip
Le clip de Ooh La La a été filmé en juin et réalisé par Marc Klasfeld. Les fils de Britney Spears, Sean Preston et Jayden James Federline apparaissent dans la vidéo tout comme la nièce de la chanteuse, Maddie Aldridge. Le vidéoclip a été diffusé pour la première fois sur la plateforme Vevo le 11 juillet 2013. MSN Music nota que la scène d'ouverture de la vidéo de Ooh La La rendait hommage au clip de la chanson Nasty de Janet Jackson tout en commentant : « Le clip est comme une version pour enfants de la vidéo de Nasty de Janet Jackson avec Spears et ses enfants regardant un film lorsque maman est soudainement transportée à l'écran. »

## Liste des pistes
- CD single[2] / Téléchargement digital / 7"

1. Ooh La La (interprété par Britney Spears) – 4:17
2. Vacation (interprété par GRL) – 3:36

- Téléchargement numérique[3]

1. Ooh La La – 4:17

## Crédits
| - Chant: Britney Spears - Auteur - Lukasz Gottwald, Bonnie McKee, Fransisca Hall, Henry Walter, Jacob Kasher Hindlin, Joshua Coleman, Lola Blanc | - Production - Dr. Luke, Cirkut, Ammo |

Crédits extraits du livret de l'album Les Schtroumpfs 2, Kemosabe Records.

## Classement hebdomadaire
| Classement (2013)                         | Meilleure position |
| ----------------------------------------- | ------------------ |
| Allemagne (Media Control AG)              | 86                 |
| Belgique (Flandre Ultratip 100)           | 11                 |
| Belgique (Wallonie Ultratip 50)           | 8                  |
| Canada (Hot 100)                          | 37                 |
| Croatie (HRT)                             | 33                 |
| France (SNEP)                             | 73                 |
| Hongrie (Single Top 40)                   | 5                  |
| Japon (Hot 100)                           | 54                 |
| Corée du Sud (GAON) (International Chart) | 1                  |
| Royaume-Uni (UK Singles Chart)            | 72                 |
| États-Unis (Hot 100)                      | 54                 |
| États-Unis (Pop Airplay)                  | 21                 |

## Historique de sortie
| Région      | Date         | Format                                                               | Label                         |
| ----------- | ------------ | -------------------------------------------------------------------- | ----------------------------- |
| Canada      | 17 juin 2013 | téléchargement numérique                                             | Kemosabe Records, RCA Records |
| États-Unis, | 25 juin 2013 | CD single commercialisé dans les magasins Walmart en édition limitée | Kemosabe Records, RCA Records |
| États-Unis, | 25 juin 2013 | Diffusion radio                                                      | Kemosabe Records, RCA Records |